# Dittatura Centrocaspiana
La Dittatura Centrocaspiana (in russo Диктатура Центрокаспия?, Diktatura Centrokaspija) è stato uno Stato fantoccio britannico anti-sovietico e anti-ottomano fondato a Baku il 1º agosto 1918. Il nome deriva dalla abbreviazione "Centrocaspij" (Центрокаспий) per Comitato centrale della flotta militare del mar Caspio (Центральный комитет Каспийской военной флотилии; flotta ereditata dall'Impero russo). La filosofia di base dello Stato era di mantenere l'unità in una Russia bianca, contro l'indipendentismo della Repubblica Democratica di Azerbaigian.
Questo regime sostituì la pro-sovietica Comune di Baku, che crollò il 26 luglio 1918, quando i bolscevichi furono estromessi dal potere ed espulsi.
Il nuovo governo fu composto solo dal Partito Socialista Rivoluzionario, dai menscevichi e dalla Federazione Rivoluzionaria Armena (Dashnakzutyun).
Queste forze unite chiesero aiuto ai britannici (presenti in Persia) al fine di arrestare l'avanzata dell'Esercito islamico del Caucaso, formazione militare dell'Impero ottomano, che era in marcia verso Baku. Forze britanniche sotto il comando del generale Lionel Dunsterville, arrivando dalla Persia occuparono la città, sforzo a cui contribuì principalmente il Dashnakzutyun armeno per difendere la capitale nella battaglia di Baku. Tuttavia, Baku cadde il 15 settembre 1918, e l'esercito azero-ottomano entrò nella capitale provocando la fuga delle forze britanniche e di gran parte della popolazione armena, negli eventi conosciuti come Giorni di Settembre. I britannici mantennero in territori azero solo una lingua di costa presso il confine persiano, ove crearono la Dittatura militare provvisoria del Mughan.